# 28793 Donaldpaul
28793 Donaldpaul este o planetă minoră (asteroid) din centura de asteroizi. A fost descoperită pe 25 aprilie 2000 la Stația Anderson Mesa de Lowell Observatory Near-Earth-Object Search. 
Obiectul prezintă o orbită caracterizată de o semiaxă mare de 2,581587 UAi, o excentricitate de 0,09, o înclinație de 3,08807 ° în raport cu ecliptica.